# Scolecithrix bradyi
Scolecithrix bradyi är en kräftdjursart som beskrevs av Giesbrecht 1888. Scolecithrix bradyi ingår i släktet Scolecithrix och familjen Scolecitrichidae. Inga underarter finns listade i Catalogue of Life.